# Accademia degli Oziosi
L’Accademia degli Oziosi, l’Académie des Oisifs en français, est une société savante de type académique fondée à Naples en 1611 par Giovanni Battista Manso, marquis de Villa, sur ordre du Vice Roi Fernández de Castro, comte de Lemos, pour appuyer les réformes culturelles imposées par le gouvernement espagnol dans le royaume de Naples.

## Histoire
L'Accademia degli Oziosi est fondée à Naples le 3 mai 1611, en présence du vice-roi Pedro Fernández de Castro y Andrade, et sous la présidence de Giovanni Battista Manso, ami et premier biographe du Tasse. Les membres de l'Accademia degli Oziosi, parmi lesquels Giovanni Battista Marino, Giovanni Battista Della Porta et Ascanio Filomarino, se réunissaient dans le Cloître Santa Maria a Caponapoli.
Ouverts sur l'Europe, les Oziosi ont pu élire des étrangers comme membres, ainsi que le relate Jean-Jacques Bouchard, qui participa à cette académie lors de son séjour napolitain de 1632. Parmi les membres étrangers de l'Académie figuraient les deux frères Bartolomé et Lupercio Leonardo de Argensola, Francisco de Quevedo et Juan de Tassis y Peralta.
Si leur champ d'activité se cantonne principalement aux domaines littéraire, scientifique et philosophique, à l'exclusion des matières politiques et théologiques, leur influence sur nombre de docteurs qui participèrent par la suite à la révolution napolitaine de 1647 (Antonio Basso, Camillo Tutini, Giovanni Camillo Cacace, etc.) n'a pas été négligeable.